# La polizia accusa: il Servizio Segreto uccide
La polizia accusa: il Servizio Segreto uccide è un film del 1975, diretto da Sergio Martino.
La trama del film allude al golpe Borghese, il fallito colpo di Stato italiano del 1970.

## Trama
Il commissario di polizia Giorgio Solmi sta indagando sulle morti sospette di alcuni militari — un maggiore, un colonnello e un generale — avvenute a Milano, Roma e Bologna. Il funzionario di polizia è convinto che non si tratti di suicidi, come appare dai primi accertamenti, ma di una messinscena organizzata da qualcuno. Ripreso dal magistrato Michele Mannino per i suoi metodi, aiutato invece dalla sua compagna e giornalista Maria, entra pure in contatto con il capitano Mario Sperlì dell'Ufficio Speciale Informazioni, un agente dei servizi segreti italiani che si dimostra interessato al caso.
In una villa di campagna viene assassinato Vittorio Chiarotti, un benestante ma oscuro signore e i sospetti ricadono su una donna che è stata l'ultima a incontrarlo, una escort conosciuta come "la Tunisina". Rintracciata dal commissario Solmi, la donna dichiara di essere scappata dalla villa poiché ha visto in faccia l'uomo che ha ucciso Chiarotti, un tipo robusto con i baffi e gli occhi chiari. L'uomo viene identificato come Giovanni Andreassi detto Massù. La ragazza comunque sarà poi trovata da Massù e dal complice e strangolata perché testimone pericolosa.
Il testardo Solmi, infischiandosene delle regole, mette i suoi due collaboratori, il vice commissario Caprara e il maresciallo De Luca a guardia della villa di Chiarotti. Di notte Remo Ortolani rompe i sigilli fatti mettere dal giudice Mannino e penetra nella villa per portare via alcuni nastri registrati detenuti da Chiarotti; arrestato, dirà che lavora per una agenzia di informazioni dello stato; però il capitano Sperlì nega che Ortolani lavori realmente per le "informazioni" dello stato e lo stesso Ortolani viene ucciso sotto agli occhi di Solmi, Caprara e De Luca dopo che lo hanno beccato all'aeroporto.
Solmi ascolta quella registrazione senza tuttavia avere l'autorizzazione di Mannino e capisce che si tratta di un dialogo tra uno degli ufficiali suicidi, il generale Stocchi e un fantomatico personaggio che si presenta come l'avvocato Rienzi il quale propone al generale un progetto al quale l'ufficiale si rifiuta di aderire. Però, quando il nastro deve essere ascoltato dal giudice, risulta smagnetizzato, la registrazione è cancellata. Solmi allora capisce che c'è dietro quei fatti un'organizzazione mafiosa che ha infiltrati anche nella polizia.
Un informatore di Solmi gli fa una soffiata secondo la quale Massù si trova presso un club sportivo. L'uomo, fiutato l'arrivo dei poliziotti, tenta di scappare (dopo aver ucciso un poliziotto) ma è braccato da Solmi e dai suoi; quindi, arrestato e malmenato, rivela che ha eliminato Chiarotti per via delle prove imbarazzanti che Chiarotti aveva raccolto su Martinetti, un potente politico e sulla moglie di questi, per ricattarli. Tuttavia Martinetti nega categoricamente di avere collegamenti con quell'omicidio e accusa Solmi di volerlo diffamare. Massù verrà poi ucciso in carcere durante una rivolta di detenuti. Alcune riprese della sicurezza della prigione mostrano un uomo che non è di sicuro un ospite del penitenziario che spinge Massù giù dal tetto dell'edificio; Solmi ne acquisisce le foto.
La presenza di una talpa in seno alla polizia è avvalorata da un fatto increscioso: il maresciallo De Luca salta in aria insieme all'auto di Solmi che era stata imbottita di esplosivo all'interno della caserma; Solmi sa che quell'attentato era contro di lui e non contro lo sfortunato De Luca.
Maria, la compagna giornalista di Solmi, gli comunica che un uomo del tutto simile all'uomo che ha ucciso Massù risulta in alcune foto scattate in Germania in ambiente militare, l'uomo spesso è ritratto accanto al generale Stocchi, presunto suicida. Allora Solmi mette alle strette Sperlì che alla fine rivela l'identità di quell'uomo in via del tutto confidenziale, si tratta di un agente mercenario tedesco di nome Schmitt; il quale risulta in quel periodo essere ospite di un hotel a Roma.
Solmi e Sperlì si dirigono all'hotel cercando di sorprenderlo ma l'uomo è già intento a scappare poiché avvisato da qualcuno; Solmi tuttavia riesce a braccarlo ma, appena sta per interrogarlo, Sperlì spara al tedesco e lo uccide col pretesto della legittima difesa. Il commissario Solmi allora intima a Sperlì di non muoversi e va subito a ispezionare la camera d'albergo di Schmitt; dentro una valigia trova una lista di nomi fra i quali quello dell'avvocato Rienzi e le coordinate geografiche di un campo di addestramento in montagna dove dei paramilitari si stanno preparando per lanciare un colpo di stato che, se riesce, permetterà all'avvocato Rienzi di diventare ministro della Difesa nella giunta golpista.
Il campo viene localizzato dalle forze di polizia, i paramilitari vengono circondati e sopraffatti anche se qualcuno riesce a bruciare dei documenti e a scappare con una camionetta. Solmi e il suo vice Caprara si lanciano all'inseguimento (prima in elicottero e poi a piedi) dell'uomo che alla fine deve arrendersi. È il capitano Sperlì che stava scappando; è chiaro che Sperlì e Rienzi sono la stessa persona.
Nel viaggio di ritorno però Sperlì/Rienzi non fa parola degli altri complottisti e, prima di essere interrogato dal giudice Mannino, viene ucciso dal vice commissario Caprara in un'imboscata; evidentemente è lui, Caprara, la talpa presente in polizia. Anche Solmi non potrà parlare col giudice perché verrà ucciso da un commando sotto gli occhi di Maria, forse per ordine dello stesso Caprara.

## Distribuzione
La polizia accusa: il Servizio Segreto uccide è stato distribuito nel circuito cinematografico italiano il 5 aprile 1975.
Venne in seguito distribuito anche in Francia, il 5 gennaio del 1977, con il titolo L'Accusé.
Nei mercati anglofoni fu invece editato con il titolo Silent Action.

## Accoglienza

### Incassi
La pellicola risultò il 78° incasso al botteghino italiano della stagione cinematografica 1974-1975.